# Låkkejaure
Låkkejaure är en sjö i Jokkmokks kommun i Lappland och ingår i Luleälvens huvudavrinningsområde. Sjön har en area på 2,34 kvadratkilometer och ligger 384 meter över havet. Sjön avvattnas av vattendraget Låkkejåkkå.

## Delavrinningsområde
Låkkejaure ingår i det delavrinningsområde (742728-163923) som SMHI kallar för Utloppet av Låkkejaure. Medelhöjden är 422 meter över havet och ytan är 18,29 kvadratkilometer. Räknas de 4 avrinningsområdena uppströms in blir den ackumulerade arean 85,53 kvadratkilometer. Låkkejåkkå som avvattnar avrinningsområdet har biflödesordning 4, vilket innebär att vattnet flödar genom totalt 4 vattendrag innan det når havet efter 239 kilometer. Avrinningsområdet består mestadels av skog (83 procent). Avrinningsområdet har 2,47 kvadratkilometer vattenytor vilket ger det en sjöprocent på 13,5 procent.